# Mona Simpson (escritora)
Mona E. Simpson (nascida Mona Jandali; Green Bay, 14 de junho de 1957) é uma escritora e professora de inglês americana. Escreveu seis romances e estudou inglês na Universidade da Califórnia em Berkeley, e línguas e literatura na Universidade de Columbia. Venceu o prémio Whiting Writers' Award em 1986 pelo seu primeiro romance, Anywhere but Here, que foi depois adaptado a filme com o mesmo nome, em 1999. É a irmã biológica mais nova de Steve Jobs.

## Primeiros anos
Mona Jandali nasceu em 14 de junho de 1957, em Green Bay, filha de Joanne Carole Schieble, uma mãe suíço-alemã americana, e Abdulfattah "John" (al-)Jandali, um pai sírio árabe (árabe: عبد الفتاح الجندلي). Enquanto Jandali e Schieble ainda eram estudantes não casados na Universidade de Wisconsin em 1954, Schieble engravidou e, devido à resistência dos pais ao relacionamento, decidiu dar o bebê para adoção. Seis meses depois de colocar o bebê para adoção, o pai de Schieble faleceu, e ela então se casou com Jandali e deu à luz Mona. Eles se divorciaram em 1962. Quando Schieble se casou novamente, tanto ela quanto Mona adotaram o sobrenome do novo marido, George Simpson. Em 1970, após o divórcio, Schieble levou Mona para Los Angeles e a criou sozinha.
Simpson se descrevia como uma boa aluna na infância, mas também era "uma palhaça" e "uma sabichona" que fazia piadas na sala de aula. "Eu me metia em encrenca quando era mais velha e aí não gostava tanto da escola." Ela frequentou a Beverly Hills High School e recebeu uma bolsa para frequentar a Universidade da Califórnia em Berkeley, onde estudou poesia: "Continuei com poesia até onde meu talento permitiu." Após concluir seu bacharelado em Berkeley, ela trabalhou durante o dia e atuou como jornalista durante as noites e fins de semana. Ela gostava do jornalismo e esperava conseguir um cargo no Richmond Independent Gazette, mas não o obteve. Em seguida, ela ingressou na pós-graduação na Universidade Columbia e obteve seu M.F.A. lá. Enquanto era estudante na Universidade Columbia, ela foi editora da Paris Review.
Em 1986, Schieble foi contatada pelo filho que ela havia dado para adoção, Steve Jobs, que havia perdido recentemente a mãe para o câncer de pulmão. Até aquele momento, Simpson não sabia que tinha um irmão mais velho. Schieble então organizou um encontro entre Jobs e Simpson em Nova Iorque, onde Simpson trabalhava. Os dois se tornaram bons amigos, e trabalharam juntos para encontrar o pai deles, eventualmente localizando Jandali em Sacramento. Simpson mais tarde romantizou a busca pelo pai deles no romance de 1992, The Lost Father. (Ela criaria um retrato romanceado de Jobs no romance de 1996, A Regular Guy).
Em 1994, Simpson voltou para a área de Los Angeles com seu então marido, Richard Appel. Em 2001, Simpson começou a ensinar escrita criativa na UCLA; ela também tem um cargo no Bard College no estado de Nova Iorque.

## Reconhecimento
O seu primeiro romance, Anywhere but Here, publicado em 1986, foi bem recebido pelo público e pela crítica, e venceu o Whiting Writers' Award do mesmo ano, na categoria de ficção. Em 1999 foi adaptado para o cinema, e protagonizado por Susan Sarandon e Natalie Portman. Mona Simpson publicou em 1992 a sequela, The Lost Father.
Em 2001, o seu romance Off Keck Road foi finalista do Prémio PEN/Faulkner de Ficção e venceu o Heartland Prize do Chicago Tribune.

## Obra literária

### Romance
- Anywhere But Here (1986), ISBN 0-394-55283-0
- The Lost Father (1992), ISBN 0-394-58916-5
- A Regular Guy (1996), ISBN 0-679-45091-2
- Off Keck Road (2000), ISBN 0-375-41010-4
- My Hollywood (2010), ISBN 9780307273529
- Casebook (2014) ISBN 9780345807281
- Commitment (2023) ISBN 9780593319277

### Conto
- Simpson, Mona (Inverno 1983). «Approximations». Ploughshares. 9 (4): 54–66. JSTOR 40349126 (login JSTOR necessário)
- Simpson, Mona (Outono 1984). «Lawns». The Iowa Review. 14 (3): 80–98. doi:10.17077/0021-065X.3116 (leitura/ download gratuitos sob licença creative commons)
- Simpson, Mona (Inverno 1986). «Lonnie Tishman». Ploughshares. 12 (4): 115–136. JSTOR 40349520 (login JSTOR necessário)
- «Victory Mills». Granta (24 (Inside Intelligence)). Verão 1988 (subscrição necessária)
- «Ramadan». Granta (37 (The Family Fiction)). Outono 1991 (subscrição necessária)
- Simpson, Mona (Outono 1992). «Van Castle». Ploughshares. 18 (18:2/3): 132–150. JSTOR 40351324 (login JSTOR necessário)
- «The Driving Child». Granta (54 (Best of Young American Novelists)). Verão 1996 (subscrição necessária)
- Simpson, Mona (Outono 1998). «Unidealized, Twenty-Eight». Ploughshares. 24 (24:2/3): 164–181. JSTOR 40380935 (login JSTOR necessário)
- «Holiday». Granta (128 (American Wild)). Outono 2014 (subscrição necessária)

### Ensaio
- "A Sister's Eulogy for Steve Jobs." The New York Times, October 30, 2011.